# Turn- und Sportvereinigung Hannover-Burgdorf Handball
Hannover-Burgdorf Handball GmbH ou simplesmente TSV Hannover-Burgdorf é uma equipe esportiva de Hanôver , Alemanha. Atualmente joga no Campeonato Alemão de Handebol.

## Elenco 2013/2014
Lista atualizada em 2013.
| Nr. | Nacionalidade | Nome                |
| --- | ------------- | ------------------- |
| 1   | Alemanha      | Martin Ziemer       |
| 98  | Alemanha      | Nikolai Weber       |
| 2   | Alemanha      | Torge Johannsen     |
| 4   | Espanha       | Juan Andreu Candau  |
| 5   | Hungria       | Tamás Mocsai        |
| 6   | Alemanha      | Frederic Repke      |
| 9   | Estónia       | Mait Patrail        |
| 13  | Alemanha      | Jan-Fiete Buschmann |
| 14  | Noruega       | Joakim Hykkerud     |
| 15  | Alemanha      | Lars Lehnhoff       |
| 18  | Suécia        | Gustav Rydergård    |
| 21  | Eslováquia    | Csaba Szücs         |
| 22  | Montenegro    | Vasko Ševaljević    |
| 51  | Eslovênia     | Borut Mačkovšek     |